# Lahoucine Mrikik
Lahoucine Mrikik (Iferiane, 7 juni 1972) is een Marokkaans langeafstandsloper, die gespecialiseerd is in de marathon.
Hij kreeg in 2006 internationale bekendheid door het winnen van de marathon van Wenen. Hierbij verbeterde hij het parcoursrecord tot 2:08.20. In het jaar daarvoor behaalde hij op dezelfde wedstrijd nog een vierde plaats.
In 2001 behaalde werd hij negende op de New York City Marathon. In datzelfde jaar werd hij 25e op het WK halve marathon.

## Persoonlijke records
| Onderdeel      | Prestatie | Datum         | Plaats |
| -------------- | --------- | ------------- | ------ |
| halve marathon | 1:01.04   | 12 maart 2000 | Parijs |
| marathon       | 2:08.20   | 7 mei 2006    | Wenen  |

## Palmares

### Halve marathon
- 2001: 25e WK in Briston - 1:02.54

### Marathon
- 2001: 9e New York City Marathon - 2:13.31
- 2005: 9e Marathon van Beppu Oita - 2:14.18
- 2005: 4e Marathon van Wenen - 2:15.45
- 2006:  Marathon van Wenen - 2:08.20